# Mushroom Records
Mushroom Records es un sello discográfico independiente australiano, fundado en 1972 en Melbourne. Publicó y distribuyó muchos artistas australianos exitosos, como Kylie Minogue, Dannii Minogue o Jason Donovan y se expandió internacionalmente, hasta que se fusionó con Festival Records en 1988. Festival Mushroom Records más tarde fue adquirida por Warner Bros. Records, que operó la discográfica hasta 2010. 

## Historia
El sello fue fundado en 1972 por Michael Gudinski. El primer lanzamiento se realizó en 1973 y consistió en un triple álbum que recogía las actuaciones del Sunbury Pop Festival de ese mismo año. Durante los primeros años de andadura firmaron con un buen número de bandas australianas como Madder Lake, Ayers Rock y MacKenzie Theory. En diciembre de 1974, Gudinski viajó a Estados Unidos con el fin de promocionar a sus artistas, con Ayers Rock a las cabeza, firmando un acuerdo de distribución con A&M Records.  A pesar de ello, Mushroom pasó momentos críticos durante sus primeros años, estando a punto de cerrar en varias ocasiones. Sin embargo, en 1975 lograron el empujón que necesitaban con el éxito de Living in the 70s el álbum debut de Skyhooks, que se convirtió en el disco más vendido en Australia hasta la fecha.
Gudinski también fichó para la compañía a los neozelandeses Split Enz, que en los años 1980 alcanzaron el éxito masivo con el álbum True Colours y el sencillo "I Got You", que lanzó al estrellato al vocalista Neil Finn.
En 1981 Gudinski fundó el sello subsidiario White Label Records, con el objetivo de lanzar múisica innovadora con bandas como Hunters & Collectors, Machinations, Painters and Dockers, Kids in the Kitchen and The Stems.
Mushroom abrió una división internacional con sede en Londres y a finales de los años 1980 se fusionó con Festival Records, llegando en esta época sus mayores éxitos internacionales con artistas como The Saints, Kylie Minogue, Dannii Minogue y Jason Donovan. Tras vender el 49% de la compañía a News Corporation en 1993, firmaron con el sello bandas británicas como Garbage, Pop Will Eat Itself, Ash, The Paradise Motel y Peter André.
Gudinski vendió el 51% restante a News Corporation en 1998 aunque continuó publicando material de algunos artistas asociados a Mushroom desde Liberation Music, un sello que fundó en 1999. Mantuvo también el control de la mayoría de las otras compañías de Mushroom Group, incluida intereses en la publicación de música, producción de películas, reserva de bandas, giras nacionales y gestión de locales.
En octubre de 2005, Festival Mushroom Records fue vendida a la división australiana de Warner Music Group, incluyendo todo el archivo de grabaciones de ambas compañías, por 10 millones de dólares. Otro activo importante de la compañía, Festival Music Publishing, se vendió a Mushroom Music de Gudinski un mes después por una suma no revelada. En diciembre de 2009, Gudinski anunció que compró el 50% restante a Warner Bros. En 2010, volvió a ser totalmente independiente.